# 曾根昌世
曾根昌世（?—?），日本戰國時代至安土桃山時代的武將。武田二十四將（有多種說法）、奧近習六人眾之一。父親是曾根虎長。初名勝長。

## 生平

### 武田氏時期
生年不詳。幼名孫次郎。成為武田信玄的奧近習眾，後來擔任足輕大將，被賜予騎馬15騎、足輕30人。
在義信事件時，因為嫡子兼義信的乳人子曾根周防守亦獲死罪，一時間逃到駿河國，不過在後來返回。在與相模國的北條氏康戰鬥的三增峠之戰中，於擔任武田軍殿軍的淺利信種戰死後，雖然身任軍監，但仍然負責指揮部隊，令武田軍成功撤退。
在駿河侵攻時，與真田昌幸等人一同奮戰（『甲陽軍鑑』）。在侵攻伊豆國和進攻韮山城後，與昌幸一同得到信玄信任，被評為「像信玄兩眼的人」（信玄の両眼の如き者ども）。在進攻駿河花澤城時，繼三枝昌貞（守友）之後，得到二番槍（第二個攻入敵陣的人）。在信玄奪得駿河後，被任命為駿河興國寺城城代。元龜元年（1570年），在進攻伊豆韮山城時，亦立下武功。
在信玄死後，仕於信玄的兒子勝賴。天正3年（1575年），參與長篠之戰。天正10年（1582年）3月，在勝賴被織田信長、德川家康聯軍攻滅後，仕於德川氏（亦有說法指在早期就與德川內通）。

### 德川氏時期
同年6月，信長在本能寺之變中死去。在家康侵攻因為一揆軍蜂起而變成無人管治的甲斐國（天正壬午之亂）時，亦有參戰。此時與同是武田舊臣的駒井政直等人一同負責令武田遺臣發出效忠德川氏的起請文，對與後北條氏的戰鬥作出非常大的貢獻。在天正壬午之亂後，因為這些功績而成為與武田時代同樣的興國寺城城主，不過在不久後出奔。

### 蒲生氏時期
天正18年（1590年），仕於蒲生氏鄉（『信直記』）。天正19年（1591年），與真田信尹（加津野昌春）一同參與進攻九戶。另外，協助建造會津若松城，因為直接學習武田信玄的軍學和築城術等，所以相當精通這些技能。卒年不詳。
因為在會津仕官，之後會津成為保科正之的領地等，會津被視為與武田家有緣的土地。另外，創立被認為是在武田家流傳並以會津御式內為基礎的大東流合氣柔術的有武田惣角。

## 外部連結
- 武家家伝＿曾根氏 （页面存档备份，存于）